# Oedipina koehleri
Oedipina koehleri es una especie de caudado del género Oedipina, familia Plethodontidae.

## Distribución
Esta especie es endémica de Nicaragua. Se encuentra en el Parque Nacional Cerro Saslaya de la Región Autónoma del Atlántico Norte y en el departamento de Matagalpa.

## Descripción
El espécimen más grande descrito por los autores medía 140 mm con una cola de 90 mm.

## Etimología
Esta especie recibe su nombre en honor a Gunther Köhler.